# Esbella
Die Esbella SB-Großlager GmbH & Co., Vertriebs-KG war eine SB-Warenhauskette, die Häuser unter dem Namen esbella betrieb. Der Name des in Mutterstadt beheimateten Unternehmens stand dabei als Abkürzung für SB-Lager. In den 1980er-Jahren übernahm die Schaper-Gruppe aus Hannover Esbella. Die Häuser wurden im Rahmen der Übernahme der Asko durch die Metro AG 1992 mit anderen SB-Warenhausketten zusammengeschlossen und unter dem Namen Real weiterbetrieben.

## Geschichte
Heinrich E. Knappe betrieb einen SB-Einkaufsmarkt in der Beethoven-Straße als Großhandel im Zentrum von Mutterstadt. Im Jahr 1965 zog er mit seinem Geschäft in das neue Gewerbegebiet am Ortsrand. Anfang der 1960er-Jahre hatte die Gemeinde Mutterstadt damit begonnen, das Ackerland „In den kleinen Hecken“ zwischen Fohlenweide und Floßbach zu erschließen, damit sich dort ab 1961 Gewerbetreibende ansiedeln konnten und sich die Gewerbesteuereinnahmen dadurch erhöhten. Im Herbst 1965 öffnete dort eine Verkaufsstelle in einer 6.000 Quadratmeter großen Halle, die bereits ein Jahr später auf 10.000 Quadratmeter erweitert wurde. Im Jahr 1966 kam ein großer Schlachthof hinzu. In den 1960er-Jahren arbeiteten insgesamt 89 Personen in dem Unternehmen. Anfangs war der Markt als Abholgroßmarkt lediglich Gewerbebetreibenden vorbehalten. Am 25. Juni 1966 um 10 Uhr eröffnete der Markt dann auch für die Allgemeinheit. Die Entwicklung des Unternehmens führte dazu, dass die Deutsche Bundesbahn mit ihren Bussen direkte Fahrten von Ludwigshafen zur Esbella planmäßig einführte.
Mit der Eröffnung der Filiale in Mutterstadt begann die Expansion des Unternehmens mit weiteren Filialen in den nächsten Jahren. Im März 1969 eröffnete der Standort in Dudweiler/Saar. Am 23. September 1975 eröffnete der Esbella-Markt in Kirchentellinsfurt. Im August 1987 wurde das Fleischwerk in Mutterstadt geschlossen und Personal abgebaut. Ein Großteil der Verwaltung wurde nach Hannover verlegt. Anfang der 1990er-Jahre wurde das alte Esbella-Gebäude in Mutterstadt abgerissen und Real eröffnete dort 1992 als Nachfolger einen Markt. Ab 1992 wurden einige Standorte zu Real umgeflaggt. 1997 wurde der Standort in Dudweiler zu Real.

## Ehemalige Standorte
Mit dem Zusammenschluss unter Real wurden die Märkte zum überwiegenden Teil als Real-Märkte weiterbetrieben. Durch die Zerschlagung der real GmbH wechseln einige Standorte nun nach und nach zu Konkurrenten.
| Standort                                 | Verkaufsfläche | Weiterführung als | heute (2022) / nach Real                                                 |
| ---------------------------------------- | -------------- | --- | ------------------------------------------------------------------------ |
| Mutterstadt, An der Fohlenweide          | 11.500 m²      | Real | EDEKA                                                                    |
| Edingen-Neckarhausen, Rosenstraße 80     | 9.800 m²       | Real | Kaufland Edingen-Neckarhausen (seit 3. Februar 2021)                     |
| Dudweiler/Saar, Fischbachstraße 121      | 9.400 m²       | Real | Globus (seit 27.10.2022)                                                 |
| Mainz, Rheinallee 120                    | 9.000 m²       | Interspar, Walmart, Real | Kaufland Mainz (seit November 2019)                                      |
| Worms, Am Ochsenplatz                    | 3.700 m²       | Edeka (1992–2005) | 2023 nach längerem Leerstand abgerissen                                  |
| Mannheim-Sandhofen, Amselstraße 10       | 9.900 m²       | Real | REWE Center Mannheim-Sandhofen (seit November 2016)                      |
| Sinzheim, Industriestraße 22             | 6.900 m²       | Real | Marktkauf (seit 19. Februar 2024)                                        |
| Kirchentellinsfurt, Wannweiler Straße 77 | 7.800 m²       | Real | Kaufland (seit 19. Januar 2022)                                          |
| Mannheim, Maybachstraße                  | 5.800 m²       | Kaufland |                                                                          |
| Frankfurt am Main, Stadtteil Louisa      | 7.000 m²       | REWE Center (1995 2009), Toom Markt (2009–2014), sky xxl (2015–2017), Real (2017–2022)                                                                                                | Globus (seit Januar 2023)                                                |
| Darmstadt-Eberstadt                      | 5.000 m²       | Extra (1992–1998) plaza center (1998–2001) REWE Center (2001–2004) E-Center (2004–2007) Toom Markt (2007–2010) Famila (2010–2012) sky xxl (2012–2015) Billa-Versuch in DE (2015–2019) | Leerstand seit Dezember 2019                                             |
| Bensheim                                 | 10.500 m²      | Real (1997–2023) | Mein Real (seit Ende 2023)                                               |
| Osterburken                              | 4.500 m²       | E-Center (1996–2020) | Wegen sehr altem Zustand musste Edeka im Mai 2020 das Gebäude verlassen. |
| Hoffenheim                               | 6.500 m²       | Aldi Süd Bären-Apotheke Takko Adler Modemärkte Telekom Shop Pflanzen-Kölle Burger King                                                                                                | Hoffe-Center (Einkaufszentrum) mit bereits genannten Geschäften          |

## Slogan
Als Slogan des Unternehmens fungierte: esbella heißt der Preiswert-Kauf.